# Kanton Gennes
Der Kanton Gennes war von 1790 bis 2015 ein französischer Wahlkreis im Arrondissement Saumur, im Département Maine-et-Loire und in der Region Pays de la Loire; sein Hauptort war Gennes.
Im Jahr 2015 wurde der Kanton im Zuge der Umorganisation aufgelöst und seine Gemeinden zum Kanton Doué-la-Fontaine verschoben. Der Kanton war 163,71 km² groß und hatte 8045 Einwohner (Stand 2012). 
Der Kanton umfasste Wahlberechtigte aus folgenden zehn Gemeinden:
| Gemeinde                     | Einwohner Jahr | Fläche km² | Bevölkerungsdichte | Code INSEE | Postleitzahl |
| ---------------------------- | -------------- | ---------- | ------------------ | ---------- | ------------ |
| Ambillou-Château             | 941 (2013)     | –          | – Einw./km²        | 49003      | 49700        |
| Chemellier                   | 782 (2013)     | –          | – Einw./km²        | 49091      | 49320        |
| Chênehutte-Trèves-Cunault    | 1031 (2013)    | –          | – Einw./km²        | 49094      | 49350        |
| Coutures                     | 525 (2013)     | –          | – Einw./km²        | 49115      | 49320        |
| Gennes                       | 2254 (2013)    | –          | – Einw./km²        | 49149      | 49350        |
| Grézillé                     | 621 (2013)     | –          | – Einw./km²        | 49154      | 49320        |
| Louerre                      | 485 (2013)     | –          | – Einw./km²        | 49181      | 49700        |
| Noyant-la-Plaine             | 352 (2013)     | –          | – Einw./km²        | 49230      | 49700        |
| Saint-Georges-des-Sept-Voies | 694 (2013)     | –          | – Einw./km²        | 49279      | 49350        |
| Le Thoureil                  | 444 (2013)     | –          | – Einw./km²        | 49346      | 49350        |